# جروم بینوم-ویلیامز
جروم بینوم-ویلیامز (انگلیسی: Jerome Binnom-Williams؛ زادهٔ ۷ مارس ۱۹۹۵) بازیکن فوتبال اهل بریتانیا است.
از باشگاه‌هایی که در آن بازی کرده‌است می‌توان به باشگاه فوتبال کریستال پالاس، باشگاه فوتبال برتون آلبیون، باشگاه فوتبال ساوتند یونایتد، باشگاه فوتبال فارست گرین راورز، و باشگاه فوتبال لیتون اورینت اشاره کرد.
وی همچنین در تیم‌های ملی فوتبال زیر ۱۸ سال انگلستان، زیر ۱۹ سال انگلستان، و England national football C team بازی کرده‌است.